# Rio Bocicoel
O Rio Bocicoel é um rio da Romênia afluente do Rio Vişeu, localizado no distrito de Maramureş.